# Пафоський замок
Пафоський замок (грец. Κάστρο της Πάφου, тур. Baf Kalesi) розташований на межі гавані міста Пафос, Кіпр.
Замок було оголошено культурною спадщиною 1935 року, він є однією з найпримітніших пам'яток міста та як частина старого міста включений до Світової спадщини ЮНЕСКО.

## Історія
Початково збудований на початку VII століття як візантійський форт для захисту гавані — Саранта Колонес, який знаходився приблизно у 600 метрах на північний схід, а на місці сучасного замку — сторожова вежа. Кіпрським землетрусом 1222 року і форт, і вежа були зруйновані. У тому ж 13-му сторіччі замок відбудували Лузіньяни, але вже на сучасному місці.
У 1473 замок укріплений, а у 1570 розібраний венеційцями, щоб не дістався туркам, які наступали. Після того, як острів захопили османці, вони відбудували та посилили замок.
Протягом віків споруда використовувалась по різному — як фортеця, як тюрма та навіть як склад солі під час британського володіння островом. Зараз замок є музеєм та виступає фоном для щорічного культурного фестивалю Пафоса на відкритому повітрі, який проводиться у вересні.
На території замку проводились декілька розкопок з метою вивчення його минулого.

## Опис
Споруда складається з центральної вежі, оточеної двором та муром. Замок має всього один вхід зі східної сторони та декілька великих вікон. Перший поверх складається з зали з кам'яною стелею, та бокових приміщень по два боки зали (ці приміщення використовувались турками як тюремні камери). На другому поверсі центральне приміщення слугувало турецькому гарнізону мечеттю.

## Галерея

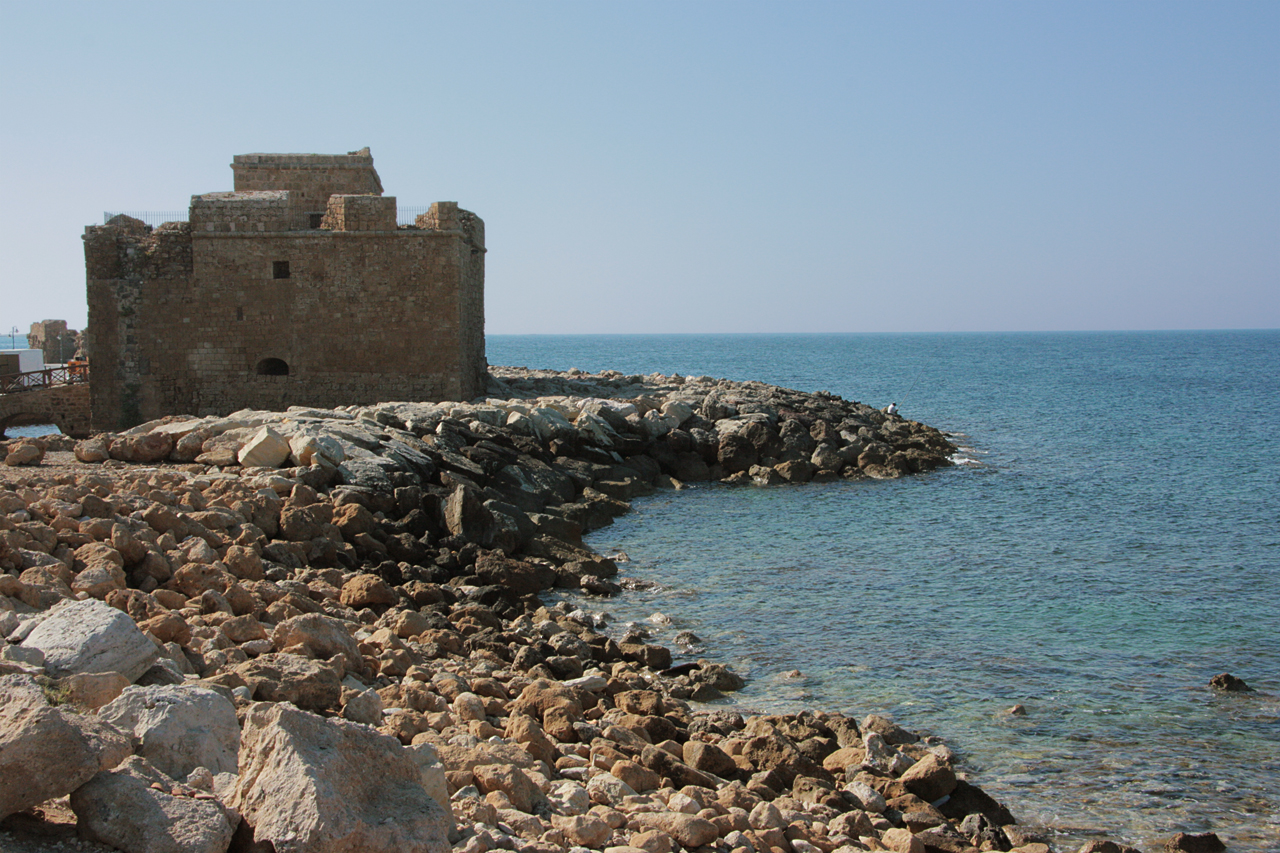
Вид на замок зі сторони хвилерізу
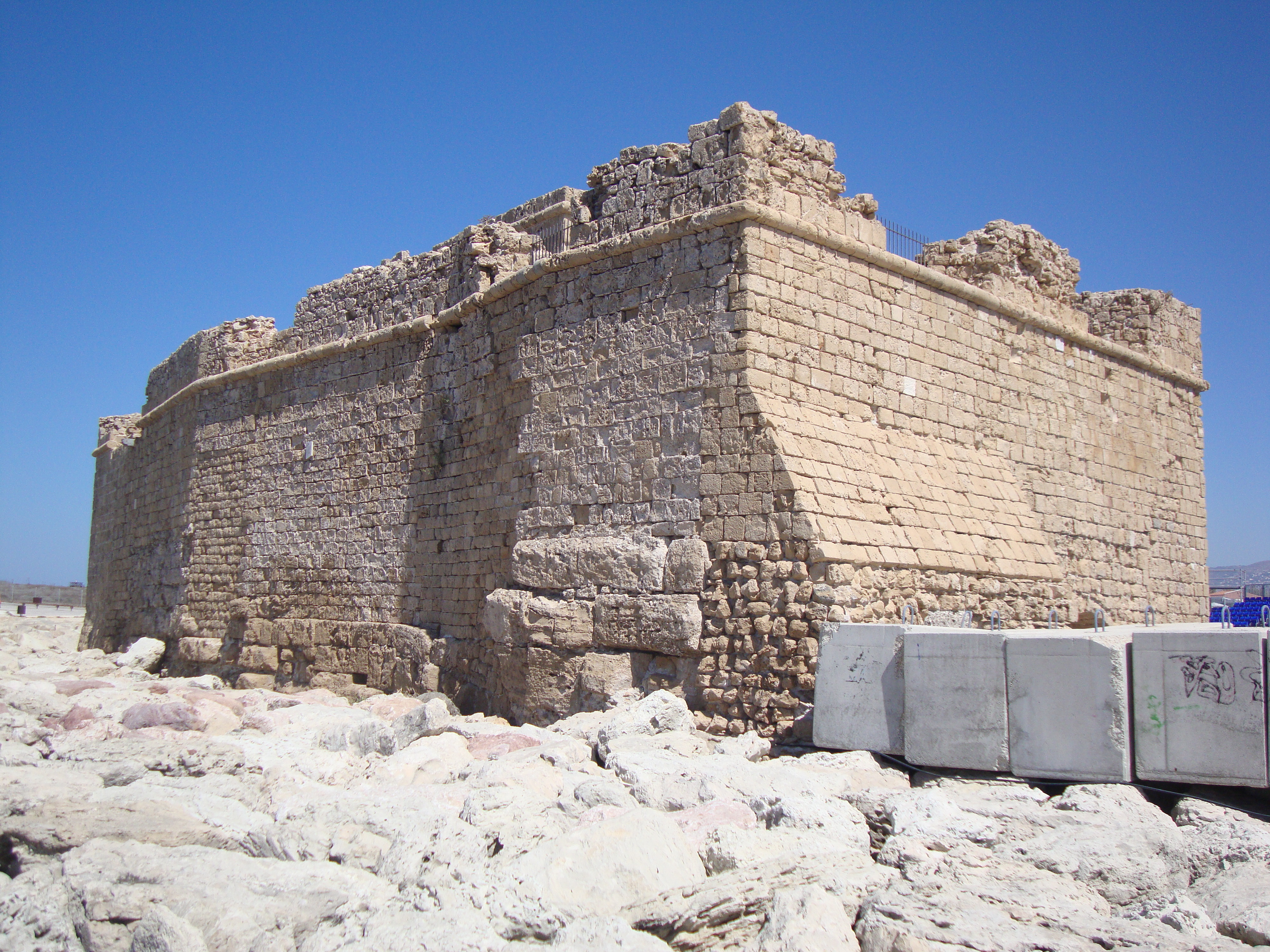
Вид на замок зі сторони моря
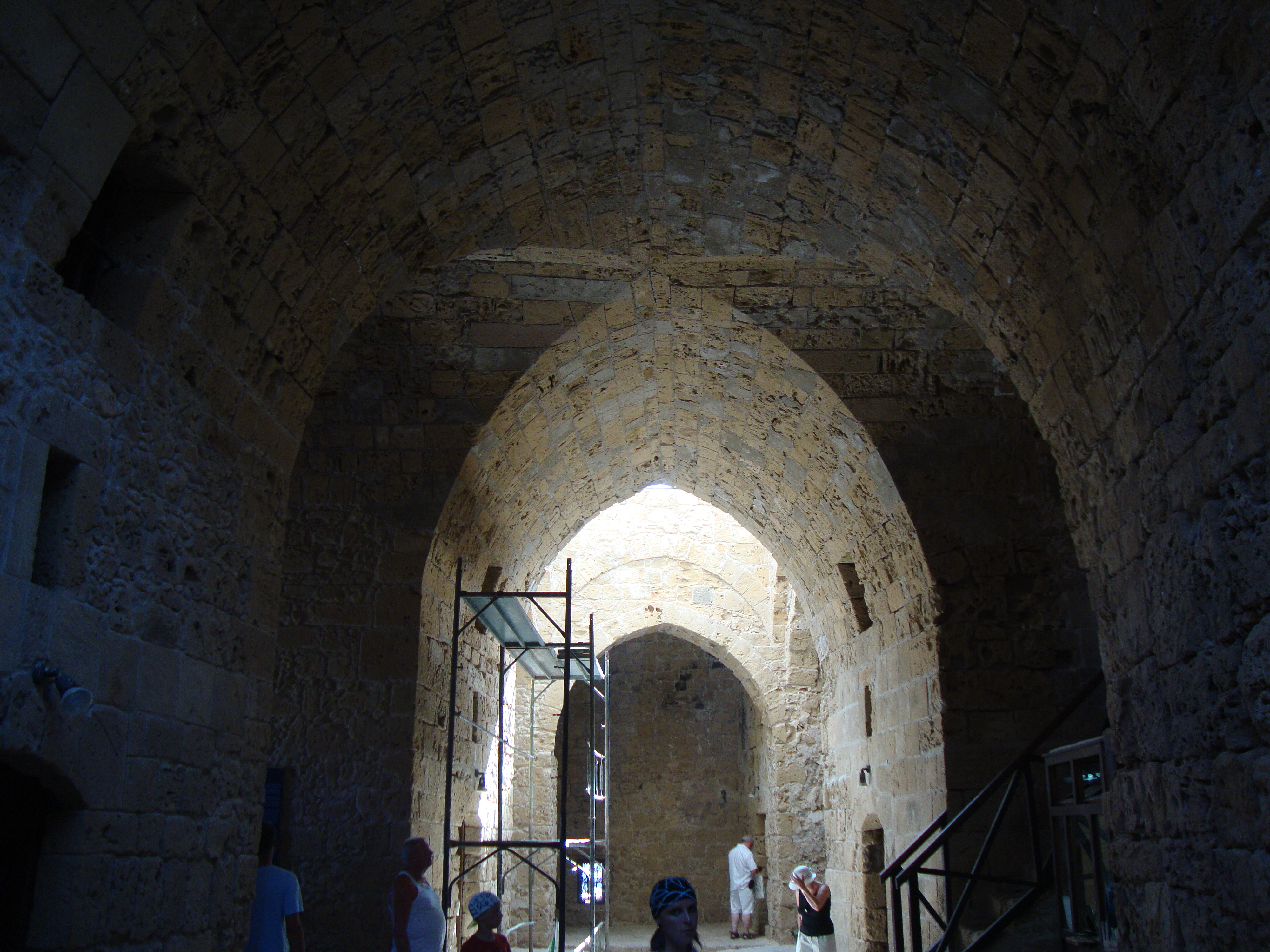
Внутрішні склепіння
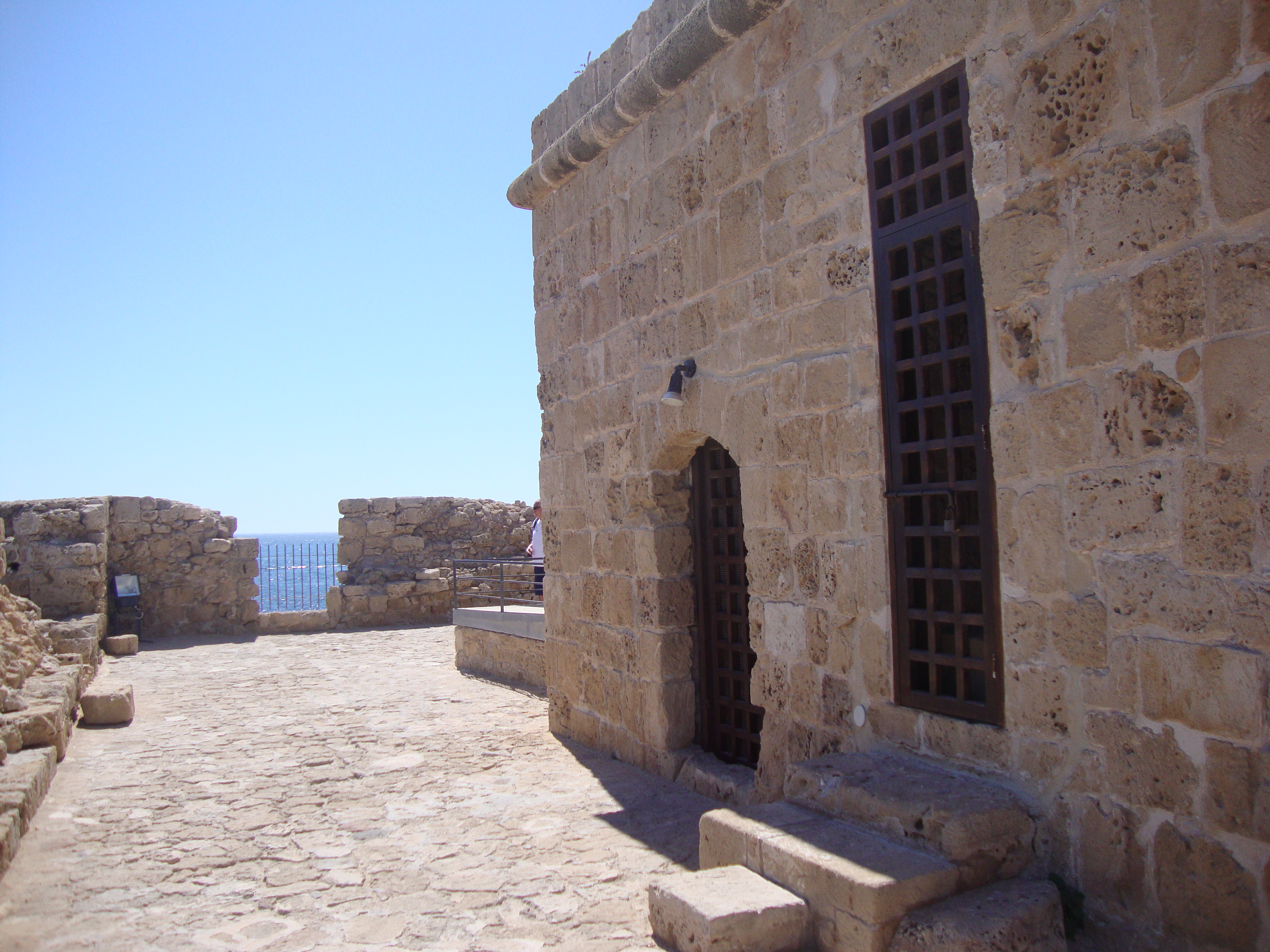
Другий поверх